# Boucieu-le-Roi
Boucieu-le-Roi település Franciaországban, Ardèche megyében. Lakosainak száma 247 fő (2022. január 1.). Boucieu-le-Roi Arlebosc, Bozas, Colombier-le-Jeune, Colombier-le-Vieux, Le Crestet és Saint-Barthélemy-le-Plain községekkel határos.

## Népesség
A település népessége az elmúlt években az alábbi módon változott:
| Lakosok száma | 363  | 256  | 277  | 274  | 285  | 279  | 269  | 259  | 254  | 247  |
|               | 1968 | 1982 | 1990 | 2006 | 2013 | 2015 | 2017 | 2019 | 2020 | 2022 |